# Leonti Gueorguievitch Tcheremisov
Leonti Gueorguievitch Tcheremisov (en russe : Леонтий Георгиевич Черемисов), né le 1er juillet 1893  dans l'Empire russe et décédé le 17 novembre 1967 en URSS, est un militaire soviétique, Lieutenant-général.

## Biographie
Il est né le 1er juillet 1893 dans le village de Lysye, dans le district d'Atkarskiy, dans le gouvernement de Saratov. En septembre 1915, durant la Première Guerre mondiale, il s'engage dans l'armée russe. En 1917, il étudie une école se sous-lieutenant. De 1919 à 1921 il participa à la Guerre civile russe et combat sur les fronts sud et est contre les troupes du général Anton Dénikine. En 1920, il commande le 511e bataillon d'infanterie. En septembre 1921, il sert dans la 27e division d'infanterie et commande le 240e régiment d'infanterie. En 1925 il est diplômé d'une école d'officiers de l'Armée rouge. En février 1926, il commande le 99e régiment d'infanterie. En 1934, il dirige le département de formation au combat de la région de l'Ouest. En 1938, il est diplômé de l'Académie militaire Frounze. En 1938, il commande la 68e division de montagne au Turkestan.
En novembre 1941, durant la Seconde Guerre mondiale, il est nommé commandant adjoint du Front d'Extrême-Orient. En septembre 1943, il commande la 16e armée (union soviétique) sur le Front d'Extrême-Orient. En juin 1945, il est envoyé en d'Extrême-Orient. Il participe à l'Invasion soviétique de la Mandchourie et à l'Invasion de Sakhaline et l'Invasion des Îles Kouriles.
Après la guerre, il travaille comme commandant du 103e district fortifié dans le district militaire d'Extrême-Orient. En 1946, il est nommé commandant adjoint du district militaire de Primorsky. En 1948, il devient adjoint au commandant des troupes du district militaire de l'Oural.
En 1958, il démissionne et s'installe à Orenbourg. Il est mort le 17 novembre 1967.

## Décorations
- Ordre de Lénine
- Ordre de Koutouzov